# Simon Groener
Simon (Taufname: Simon Nikolaus Stephan) Groener (* 13. Dezember 1884 in Vallendar; † 23. Dezember 1950 in Wiesbaden) war ein deutscher Landrat.

## Leben und Wirken
Simon Groener machte im Jahre 1903 das Abitur, studierte in Bonn, Freiburg und München Rechtswissenschaften, wurde 1906 Gerichtsreferendar und im Januar 1913 Gerichtsassessor. Am 17. April 1913 schied er aus dem Justizdienst aus und wurde Rechtsanwalt in Dingelstädt. Im Ersten Weltkrieg leistete er als Feldartillerieoffizier Kriegsdienst und wurde nach Verwundung Verwalter der Lazarette im VIII. Armeekorps.
Nach dem Kriege wurde Groener beim Oberpräsidium der Rheinprovinz übernommen und im Juli 1919 Probejustitiar bei der Regierung Trier. Nachdem er im Jahre 1920 zum Regierungsassessor und am 21. Dezember 1921 zum Regierungsrat ernannt worden war, kam am 1. Juli 1922 der Auftrag zur vertretungsweisen Verwaltung des Landratsamtes Neuss. Es folgte am 1. Oktober 1922 die definitive Ernennung zum Landrat in Neuss. Wegen der kommunalen Neugliederung musste Groener zum 31. Juli 1929 in den einstweiligen Ruhestand gehen, wurde mit der kommissarischen Verwaltung des Landratsamtes Warendorf beauftragt und am 20. Januar 1930 definitiv zum Landrat des Kreises Warendorf ernannt. Nach drei Jahren Amtszeit wurde er erneut in den einstweiligen Ruhestand versetzt und am 23. August 1933 der Regierung Wiesbaden überwiesen. Hier wurde er Oberregierungsrat und wechselte im Juli 1944 zum Oberpräsidium Nassau, wo er zum 13. Juli 1945 auf Anordnung der Militärregierung entlassen wurde.
Seit dem 16. Februar 1948 war Groener als Angestellter bei der Hessischen Staatsbäderverwaltung (Staatsbad Bad Schwalbach) beschäftigt und wurde aufgrund eines Kabinettsbeschlusses der Hessischen Landesregierung vom 29. November 1949 Oberregierungsrat im hessischen Staatsdienst. Zum 1. Januar 1950 ging er in den Ruhestand.
Groener war Mitglied des Zentrums und in den Jahren 1925 bis 1928 Mitglied des  preußischen Landtages. Er wurde in Jerusalem vom Lateinischen Patriarchen von Jerusalem in den Ritterorden vom Heiligen Grab zu Jerusalem investiert. Er war ab 1903 Mitglied der katholischen Studentenverbindung KDStV Bavaria Bonn.

## Ehrungen
Ehrenbürger der Stadt Büderich